# 544 TCN
544 TCN là một năm trong lịch La Mã.

## Mất
Đức Phật nhập niết bàn tại Ấn Độ